# Gmina Orenjë
Gmina Orenjë (alb. Komuna Orenjë) – gmina  położona w środkowej części Albanii. Administracyjnie należy do okręgu Librazhd w obwodzie Elbasan. W 2011 roku populacja gminy wynosiła 3883 w tym 1918 kobiety oraz 1965 mężczyzn, z czego Albańczycy stanowili 98,25% mieszkańców.
W skład gminy wchodzi dziesięć miejscowości: Orenjë, Floq, Gurakuq, Bllgjin, Rinas, Zdrajsh-Veri, Zdrajsh, Neshtë, Mexixë, Funares.